# Kąpiel piaskowa

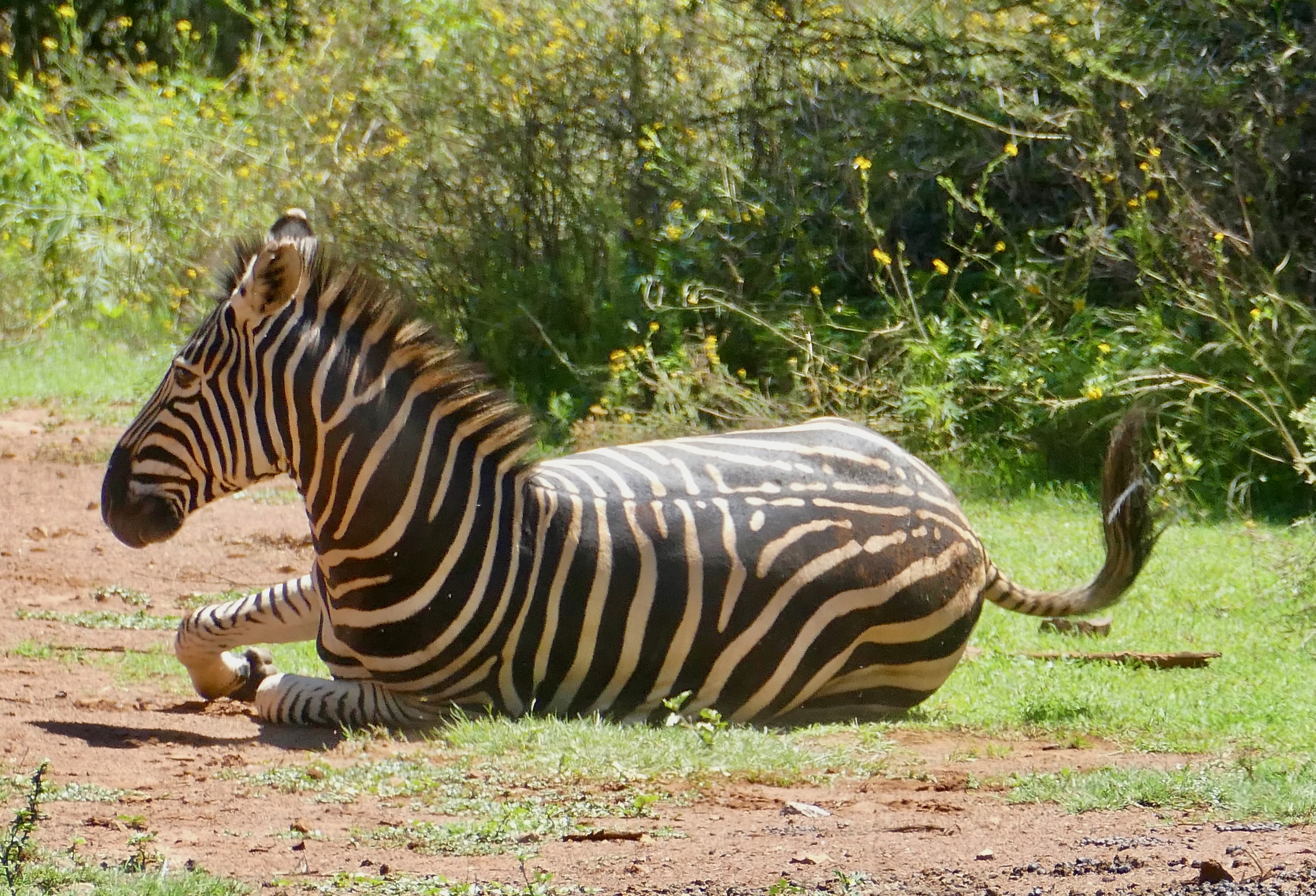
Zebra stepowa (Equus quagga) zażywająca kąpieli piaskowej

Kąpiel piaskowa – praktyka stosowana głównie przez ptaki i ssaki. Pozwala pozbyć się martwej sierści lub piór, które nie mogą wypaść same, drobny pył z piasku dostaje się pomiędzy włosy i czyści je mechanicznie (z zabrudzeń zewnętrznych i łoju), pomaga dotlenić skórę, wyładowuje emocje, zacieśnia więzi w stadzie i zapewnia rozrywkę. To typowe, wrodzone zachowanie komfortowe.

## U ptaków
Podczas kąpieli w piasku ptaki kulą się przy ziemi, energicznie wijąc się i machając skrzydłami. Powoduje to rozproszenie luźnego podłoża w powietrzu. Ptaki rozkładają jedno lub oba skrzydła, co pozwala spadającemu podłożu wpaść między pióra i dotrzeć do skóry. Po kąpieli piaskowej często następuje dokładne wstrząśnięcie w celu dalszego potargania piór, czemu może towarzyszyć czyszczenie dziobem.
Przepiór kalifornijski (Callipepla californica) jest ptakiem bardzo towarzyskim; jednym z jego codziennych wspólnych zajęć jest kąpiel w piasku. Grupa przepiórów wybierze obszar, na którym grunt został spulchniony lub jest miękki. Używając swoich podbrzuszy, zakopują się w glebie na około 2–5 cm (1–2 cale). Następnie wiją się we wgłębieniach, trzepoczą skrzydłami i stroszą pióra, powodując unoszenie się kurzu w powietrzu. Wydaje się, że preferują słoneczne miejsca, w których tworzą te kąpiele. Ornitolog jest w stanie wykryć obecność przepiórek na danym obszarze, dostrzegając okrągłe wgłębienia pozostawione w miękkiej ziemi o średnicy około 7–15 cm (3–6 cali).
Kąpiele w piasku były szeroko badane u kur domowych (Gallus domesticus). Pył zbiera się między piórami, a następnie jest strząsany, co może zmniejszyć ilość lipidów piór, a tym samym pomóc upierzeniu zachować dobrą zdolność izolacyjną i może pomóc w zwalczaniu ektopasożytów.
W przypadku bezgrzebieniowców (np. strusi, kiwi, emu) i dropi korzystają one z kąpieli piaskowych, aby ich pióra były zdrowe i suche.

## U ssaków
Wiele ssaków tarza się po piasku lub błocie, prawdopodobnie po to, by pasożyty się do nich nie zbliżały lub pomóc wysuszyć się po ćwiczeniach (konie wyścigowe) lub zmoczeniu. Piasek jest tradycyjnie włączany jako część kompleksów stajni do użytku przez konie wyścigowe po treningu.
Sugeruje się, że kąpiele w kurzu pełnią funkcję komunikacyjną u kilku ssaków, takich jak koszatniczka pospolita (Octodon degus), skocznik długouchy (Euchoreutes naso) i prawdopodobnie u susłogona łąkowego (Urocitellus beldingi). Sugerowano, że tarzanie się (zachowanie podobne do kąpieli piaskowej) może pełnić funkcje takie jak termoregulacja, zapewnianie ochrony przeciwsłonecznej, kontrola ektopasożytów i znakowanie zapachem.
Przykłady ssaków kąpiących się w piasku:
- Bizon amerykański (Bos bison)
- Afrowiórka namibijska (Xerus inauris)
- Szynszyla mała (Chinchilla lanigera)
- Kot domowy (Felis catus)
- Pies domowy (Canis domesticus)
- Koszatniczka zwyczajna (Octodon degus)
- Słoniowate (Elephantidae)
- Suwak mongolski (Meriones unguiculatus)
- Chomikowate (Cricetidae)
- Koń domowy (Equs caballus)
- Skoczkowate (Dipodidae)
- Szczuroskoczek (Dipodomys)
- Lama (Lama glama)
- Świnia domowa (Sus domesticus)
- Nieświszczuk czarnoogonowy (Cynomys ludovicianus)